# 2016年の台湾
2016年の台湾 （2016ねんのたいわん）では、2016年（民国105年）の台湾（中華民国）に関する出来事について記述する。

## 国家元首等
- 総統
  - 第12・13代: 馬英九 （2008年5月20日 - 2016年5月20日）、中国国民党の党首。
  - 第14代: 蔡英文 （2016年5月20日 - ）、民主進歩党の党首。
- 副総統
  - 第13代: 呉敦義 （2012年5月20日 - 2016年5月20日）、中国国民党の党員。
  - 第14代: 陳建仁 （2016年5月20日 - ）、無所属。
- 行政院長
  - 第26代: 毛治国 （2014年12月8日 - 2016年2月1日）
  - 第27代: 張善政 （2016年2月1日 - 2016年5月20日）
  - 第28代: 林全 （2016年5月20日 - 2017年9月7日）
- 行政院副院長
  - 第38代: 張善政 （2014年12月8日 - 2016年1月25日）
  - 第39代: 杜紫軍（中国語版） （2016年1月25日 - 2016年5月20日）
  - 第40代: 林錫耀（英語版、中国語版） （2016年5月20日 - 2017年9月7日）
- 立法院長
  - 第10代: 王金平 （1999年2月1日 - 2016年1月31日）
  - 第11代: 蘇嘉全 （2016年2月1日 - ）
- 司法院長
  - 第10代: 頼浩敏（中国語版） （2010年10月13日 - 2016年10月31日）
  - 第11代: 許宗力（英語版、中国語版） （2016年11月1日 - ）

## できごと

### 1月
- 11日 - 東部で地震。地震の規模はマグニチュード5.3[1]。
- 16日 - 中華民国総統選挙が行われ、野党・民進党の蔡英文が与党・中国国民党の朱立倫主席と同じく野党・親民党の宋楚瑜主席を破り初当選。台湾初の女性総統が誕生した[2]。
- 26日 - 福島第一原子力発電所事故以来輸入を禁じている福島県産及び茨城県産とみられる菓子2種類を2業者が輸入していたことが発覚し、食品衛生当局が2業者に回収を命じた。放射性物質は検出されていないほか、日本政府は「科学的根拠がない」として輸入禁止措置の撤回を求めている[3]。

### 2月
- 6日 - 高雄市の地下約16.7kmを震源とするM6.4の地震が発生し、台南市で17階建てのビル1棟が倒壊した[4]。（台湾南部地震）
- 25日 - 台湾鉄路管理局が四国旅客鉄道と友好鉄道協定を締結[5]。
- 27日 - 台湾南部地震の犠牲者の葬儀が台南市で行われた[6]。

### 5月
- 12日
  - 台湾東部海域を震源とするマグニチュード5.8の地震が発生した[7]。
  - 新政権発足を前に行政院の総辞職を表明[8]。
- 20日 - 蔡英文が中華民国総統に就任[9]。
- 31日 - 台湾北東部の海域を震源とするマグニチュード7.2の地震が発生した[10]。

### 6月
- 3日 - 蔡英文が台北駐日経済文化代表処の代表に元行政院長の謝長廷を任命した[11]。
- 9日 - 謝長廷が日本の羽田空港に到着し、日本語で今後の抱負を語った[12]。
- 17日 - 元総統の李登輝が台北教育大学で「台湾はすでに実質的に独立している」と語った[13]。

### 7月
- 7月8日 - 平成28年台風第1号が南東部の台東県に上陸した[14]
- 7月12日 - 総統府は南シナ海判決に対し「受け入れられない。中華民国（台湾）には法的拘束力がない」と主張[15]。
- 7月13日 - 南シナ海に軍艦を派遣した[16]。
- 7月19日
  - 蔡英文が国家安全ハイレベル会議で、南シナ海問題に関する「4つの原則」を提示した[17][18]。
  - 桃園市内の高速道路を走行中の観光バスが炎上し、乗客乗員26人全員が死亡した[19]。
- 7月22日 - 台南市で「2016台南七夕フェスティバル」が開幕[20]。
- 7月27日 - 立法院の女性職員がめまいで倒れ、台湾大学付属病院に救急搬送された[21]。
- 7月31日 - 元総統の李登輝が石垣市を訪問し講演を行った[22]。

### 8月
- 8月1日 - 「原住民族の日」に政府を代表して蔡英文が原住民に謝罪した[23][24]。
- 8月14日 - 高雄市の戦争と平和記念公園で、第2次世界大戦の終戦を記念する式典が開かれた[25]。
- 8月15日 - 婦女救援基金会が日本政府に対する抗議行動[26]。
- 8月16日 - 蔡英文が「対外経済戦略会談」を開き、「新南向政策綱領」を採択した[27][28]。
- 8月17日 - 民間団体「台湾聯合国協進会」が、「台湾」名義で国連に加盟を申請するよう蔡英文政権に求めた[29]。
- 8月19日 - 空軍のIDF（経国号）2機が空中で接触し、台中市の清泉崗基地に着陸した[30]。

中国・パラリンピック台湾のマーク禁止を要求していた。

### 10月
- 10月1日 - 唐鳳（オードリー・タン）が行政院政務委員に就任[31]。
- 10月4日 - 国防部軍備局生産製造センターが、軍人が着用する最新の個人装備を公開した[32]。
- 10月5日 - 陸軍馬祖防衛指揮部が連江県内の複数個所で実戦を想定した実弾演習を行った[33]。
- 10月21日 - 台北市で「駐ポーランド台北経済文化弁事処と駐台北ワルシャワ貿易弁事処による所得税二重課税回避及び脱税防止協定並びに議定書」に調印[34]。
- 10月22日 - 陸上の台湾選手権の最終日[35]。
- 10月25日 - 前総統の馬英九が乙未戦争などでの台湾人犠牲者数を指摘した[36]。
- 10月27日 - 台湾高速鉄路公司が台湾証券取引所に上場した[37]。
- 10月31日 - 東京で「台湾と日本の海洋協力対話」の初会合を開き、今後は年に1回定期的に会合を開くことが決まった[38][39]。

### 11月
- 11月1日 - 国民党主席の洪秀柱が中国大陸を訪問し、共産党総書記の習近平と会談した[40]。
- 11月3日 - 日本政府による秋の外国人叙勲受章者として、呉阿明と羅福全が旭日重光章を、董烱熙が旭日小綬章を受章した[41]。
- 11月4日 - 澎湖気象台が6日までの3日間、内部を一般開放し、日本統治時代の地震計などが公開された[42]。
- 11月11日 - 高雄市が「同性パートナー証」の交付を始めた[43]。
- 11月16日 - 台北捷運淡水信義線を走る一部の列車に「親子ゾーン（親子友善区）」が設置された[44]。
- 11月18日 - 台北捷運松山新店線を走行中の地下鉄車内で、小刀を持った無職の男が暴れ、警察官や駅員らによって取り押さえられた[45]。
- 11月19日
  - アジア太平洋経済協力会議首脳会議に出席している宋楚瑜が習近平共産党総書記と自然発生的に友好的な交流を図った[46]。
  - 水瀬いのりに対してインターネット上で殺害予告をした容疑で、高雄在住の20代の男を書類送検した[47]。
- 11月22日 - トランスアジア航空が、臨時取締役会を開き、解散を決議した[48]。
- 11月29日
  - 台北市で、台日貿易経済会議が開幕（会議は30日まで）[49]。
  - 海軍と海岸巡防署が、太平島の周辺海域で、合同訓練を実施した[50]。

### 12月
- 12月2日 - 蔡英文が、アメリカ合衆国次期大統領のドナルド・トランプと、電話会談を行った[51]。
- 12月5日 - 「駐ポーランド台北経済文化弁事処と駐台北ワルシャワ貿易弁事処による所得税二重課税回避及び脱税防止協定並びに議定書」の手続き完了をポーランド側に伝達[34]。
- 12月10日 - 嘉義市で第25回国際ブラスバンドフェスティバルが開幕[52]。
- 12月19日 - 台湾とカナダ間の「所得税二重課税回避及び脱税防止協定」のカナダ政府による立法手続きを完了したと正式な通知を受け取った[53]。
- 12月22日 - 監察院が2015年度の政治献金バランス表と収支決算表を公表した[54]。
- 12月24日 - 嘉義県で阿里山森林鉄路の世界遺産登録に向けた協力意向書をインドと締結した[55]。
- 12月25日 - 嘉義市での第25回国際ブラスバンドフェスティバルが終了[52]。
- 12月26日 - 台北市政府が、同性カップルを対象とした「パートナー証」の交付を開始[56]。
- 12月27日 - 台湾鉄路管理局の板橋駅に時計台が設置された[57]。
- 12月31日 - 蔡英文が2016年最後の談話を発表した[58]。

## 死去
- 4月8日 - 釈惟覚、僧（1928年 -）
- 11月22日 - 陳映真、小説家（1937年 -）